# Germain Bonneton
Pour les articles homonymes, voir Bonneton.
Germain Eugène Bonneton né à Tournon-sur-Rhône le 18 septembre 1874 et mort à Pithiviers le 23 octobre 1915 , est un peintre français,.

## Biographie
Germain Eugène Bonneton est le fils de Germain Eugène Bonneton et de Marie Eliza Dos, cafetiers. Son père meurt deux mois avant sa naissance.
Arrivé à Paris en 1898, il étudie aux Beaux-Arts de Paris dans les ateliers d'Albert Maignan et de Luc-Olivier Merson. Sociétaire du Salon des artistes français, il obtient une mention en 1900 et une médaille d'argent en 1913.
Mobilisé en août 1914, il est nommé en décembre sergent au 145e régiment d'infanterie territoriale. Il meurt à l'hôpital militaire de Pithiviers le 23 octobre 1915, d'une maladie contractée au cours d'opérations militaires, et est reconnu "mort pour la France",.

## Œuvre
Il est connu pour ses vues de Paris et de sa région. Ses œuvres sont notamment conservées à Paris au musée Carnavalet, au musée des Beaux-Arts de Tours et au musée de la Chartreuse de Douai.

Œuvres de Germain Bonneton
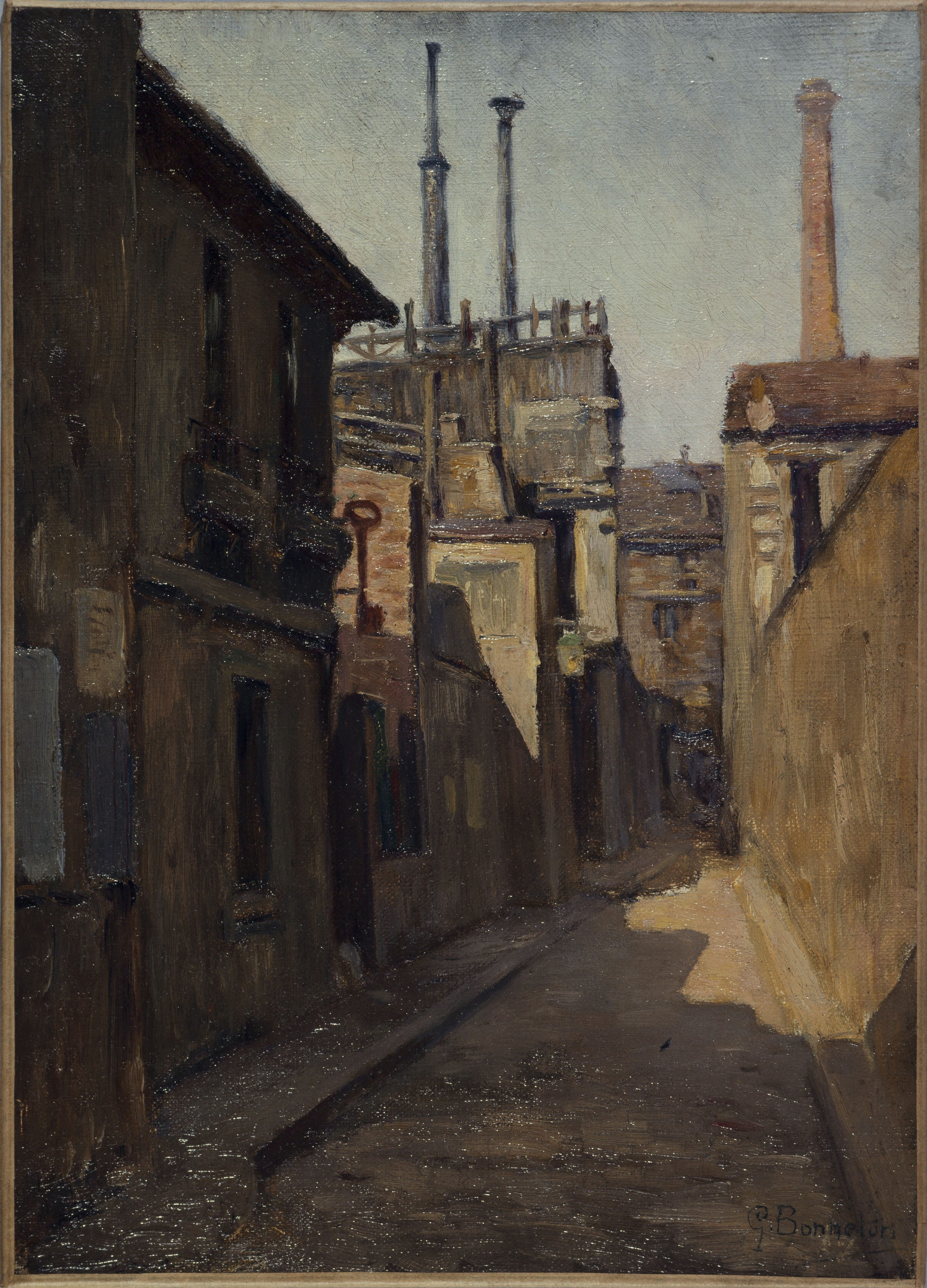
Entrée du passage Moret, rue des Cordelières (vers 1910), Paris, musée Carnavalet.
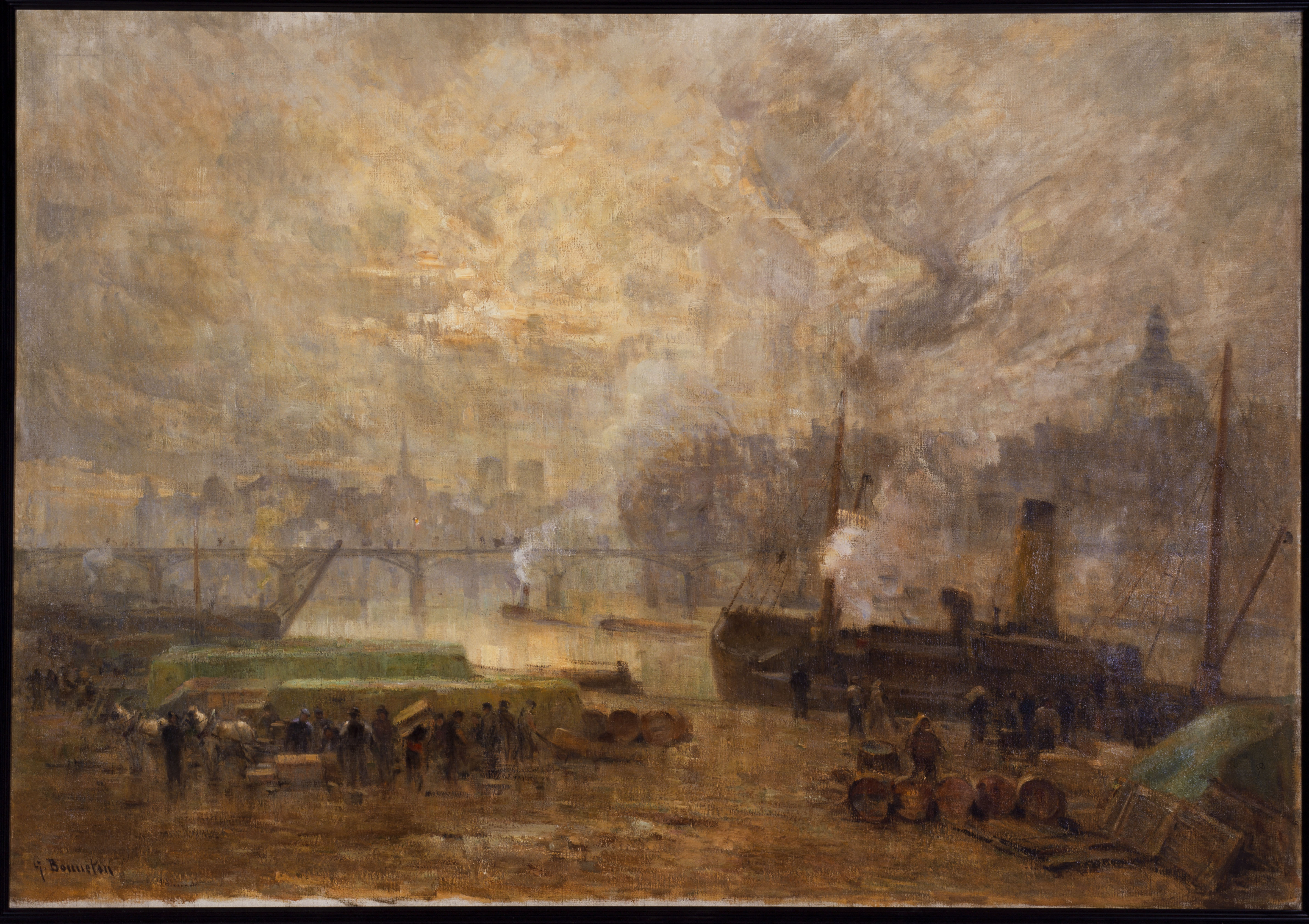
La Seine, au port Saint-Nicolas (vers 1900), Paris, musée Carnavalet.
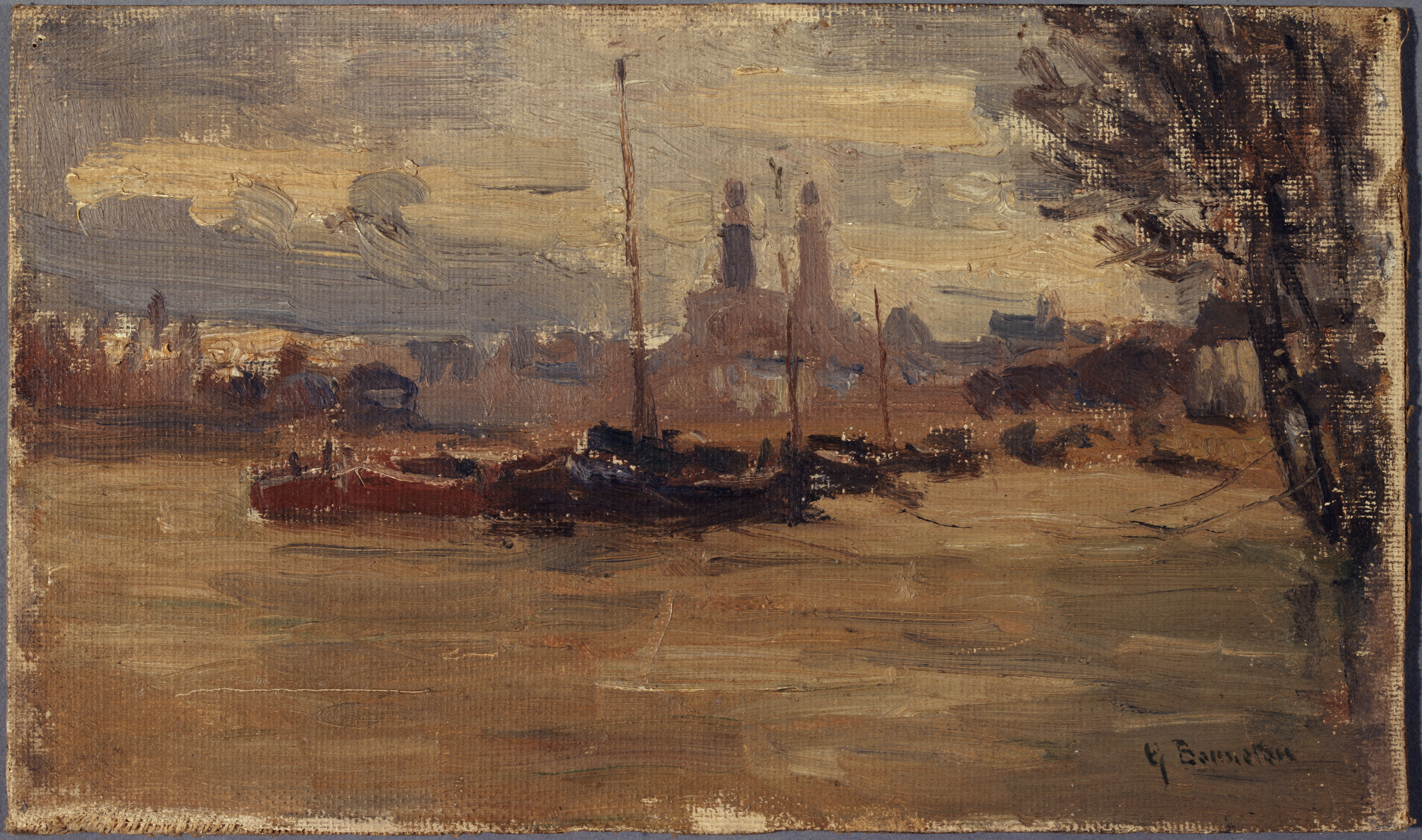
La Seine au pont des Invalides (inondations de 1910) (1910), Paris, musée Carnavalet.